# Johnny Hansen
Johnny Hansen (Vejle, 14 de novembro de 1943) é um ex-futebolista dinamarquês. Ele atuou por seis anos no Bayern de Munique, com o qual ganhou vários títulos nacionais e internacionais. Ele jogou 45 partidas e marcou três gols para a Seleção Dinamarquesa entre 1965 e 1978, e ganhou em 1967 o premio de Jogador Dinamarquês do Ano.

## Biografia
Johnny Hansen nasceu em Vejle e começou a sua carreira em um clube local de Vejle Boldklub. Ele estreou pela Seleção Dinamarquesa em setembro de 1965, e imediatamente conseguiu um lugar na equipe entre os titulares. 
Hansen foi nomeado Jogador Dinamarquês do Ano em 1967 e depois mudou-se para o exterior em 1968. Ele assinou contrato com 1. FC Nürnberg da primeira divisão do Campeonato Alemão. Nessa época, a seleção dinamarquesa foi restrita de jogadores amadores e Hansen foi retirado da seleção nacional
Depois de dois anos com o Nuremberg, o clube o dispensou, e Hansen foi contratado pelo Bayern de Munique para disputar a Bundesliga em 1970. No Bayern, ele se tornou o zagueiro titular e jogava em quase todos os jogos. Em seu primeiro ano no clube, o Bayern ganhou uma DFB Pokal e terminou em segundo lugar na Bundesliga. 
A regra de que somente jogadores amadores poderiam defender a Seleção Dinamarquesa foi abolida em 1971 e Hansen voltou a defender sua seleção
Hansen foi o primeiro jogador a marcar um gol em um jogo da Bundesliga no Estádio Olímpico de Munique, em Junho de 1972, quando o Bayern garantiu o campeonato com uma vitória por 5-1 sobre o Schalke 04. O jogo foi a última rodada da Bundesliga de 1972, quando Bayern e FC Schalke 04 decidiram o campeonato entre os dois, na frente de 79,012 espectadores. 
Nos anos seguintes, o Bayern teve seu auge na Bundesliga, ganhando as temporadas de 1972, 1973 e 1974. Por três anos consecutivos, 1974-1976, o clube também ganhou a Liga dos Campeões da UEFA. Hansen foi reserva na final de 1975 e títular nas finais de 1974 e 1976. Em 1976, Hansen também ajudou o Bayern de Munique a vencer a Copa Intercontinental.
Depois de oito temporadas na Alemanha, Hansen voltou para Vejle Boldklub em 1976. Ele ganhou a Taça da Dinamarca em 1977 e o Campeonato Dinamarquês em 1978 com Vejle, antes de se aposentar no final da temporada de 1978. Ele jogou um total de 214 jogos para Vejle.

## Títulos

### Bayern de Munique
- DFB Pokal: 1970-1971
- Bundesliga: 1971-1972 , 1972-1973 , 1973-1974
- Liga dos Campeões da UEFA: 1973-1974 , 1974-1975 , 1975-1976
- Taça Intercontinental: 1976
- Taça da Dinamarca: 1976-1977
- Campeonato Dinamarquês: 1978

### Individual
- Jogador Dinamarquês do Ano : 1967